# Хутряні кулаки
Хутряні кулаки(Fur Fighters) - відеогра, розроблена Bizarre Creations і видана Acclaim для  Dreamcast у 2000, потім для Windows. Гра була побудована як стандартний шутер від третьої особи, але орієнтована на дітей дошкільного віку. Тому події відбуваються у мультяшному світі, населеному плюшевими звірятками і насилля зведене до мініуму. У 2001 році, оновлена версія для PlayStation 2 була випущена як  Хутряні кулаки: Помста Вігго. А 20 липня 2012 року, Muffin Games, минулі співробітники Bizarre Creations , портували гру для iPad, під назвою  Хутряні кулаки: Скло Вігго .

## Геймплей
Завдання гравця, щоб врятувати немовлят головних героїв, які були взяті викрадені (в одному випадку, це молодший брат) головним  лиходійем, генерал Вігго. Вігго сховав цих немовлят по усьому ігровому світі. На той час гра було проривна, мала безліч нововведень в жанрі шутера, в першу чергу це великі локації. інколи, було необхідно декілька годин досліджувати площу, щоб знайти необхідне місце. Гра розвиває навички орієнтування на місцевості та спостережливість. Адже часто діти були заховані в глибині локацій, куди пройти міг тільки певний герой. Між батьками можна було перемикатись тільки через певні проміжки часу на рівні та в спеціальних точках зміни. Кожен герой має свої власні переваги і недоліки, і багато, які мають спеціальні здібності, що дозволяють їм робити деякі речі простіше.

## Рецензії
Критики позитивно зустріли гру, GameRankings і metacritic дав йому оцінку 79.47% і 80 з 100 для Dreamcast версії.  70.40% та 74 з 100 для ПК;70.44% та 64 з 100 для Хутряні кулаки: Помста Вігго;
 77.50% та  69 з 100 для Хутряні кулаки: Скло Вігго.
(PS2) 64/100
Хоча гра була не мала колосальний фінансовий успіх і пройшла практично непоміченою серед геймерів в той час, гра була майже універсально за  розмірами, масштабами, почуттям гумору, і увагою до деталей. Той факт, що безглузде насильство було не єдиним елементом геймплею вразив багатьох, і гра пішла на те, щоб стати культовою. У спробі досягти більшого успіху з великою аудиторією, була випущена нова версія гри під назвою "Хутряні кулаки: Помста Вігго" в 2001 році на PlayStation 2. Вона зустрілася з перемінним успіхом, проте це було просто оновлення оригінальної гри з декількома незначними особливостями (такі як реальні голоси персонажів).